# Jerry Rawlings

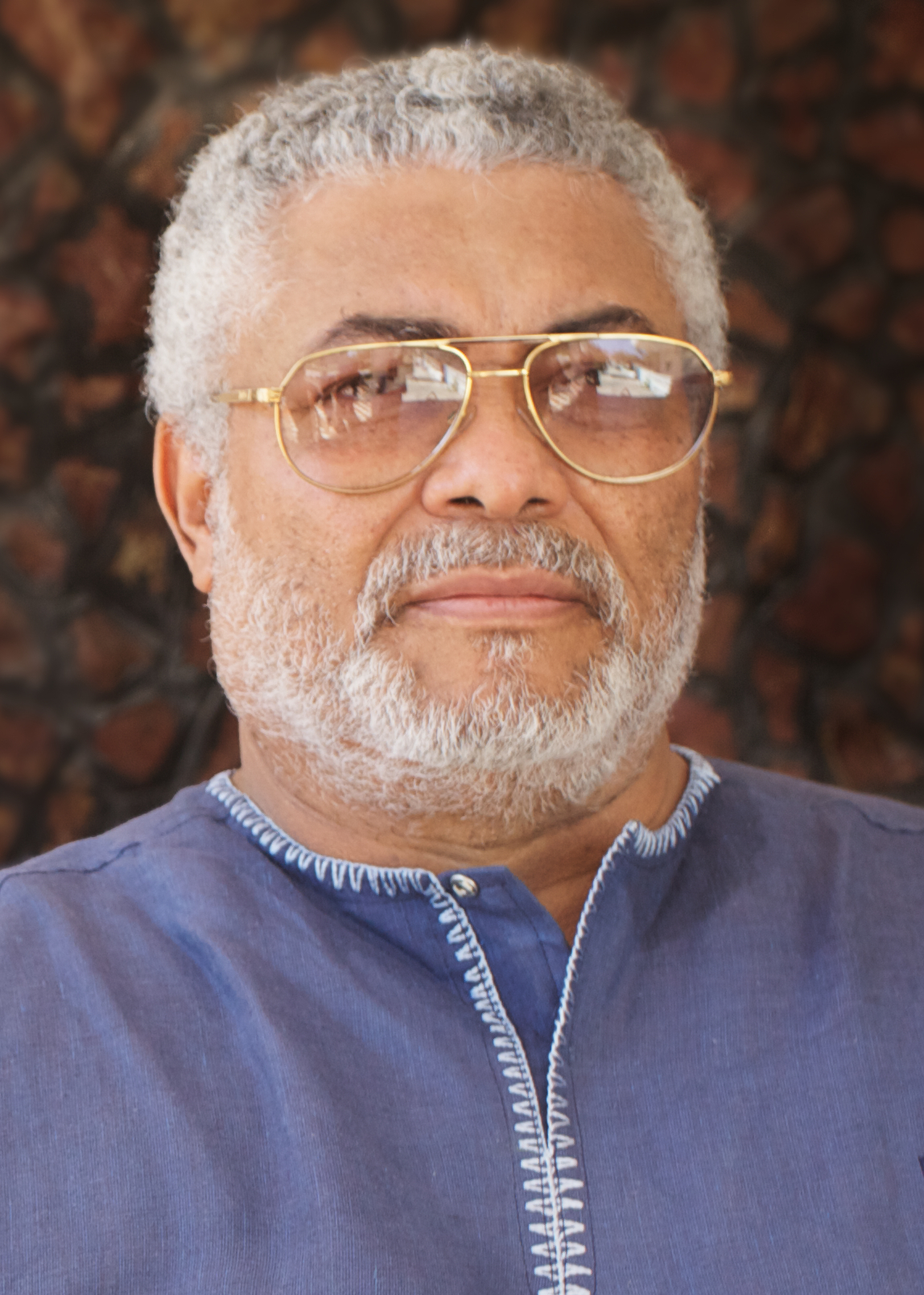
Jerry Rawlings (2011)

Jerry John Rawlings, auch J.J. (Junior Jesus) genannt (* 22. Juni 1947 in Accra; † 12. November 2020 ebenda), war ein ghanischer Politiker. Er war von 1981 bis 2001 Präsident von Ghana.

## Leben

### Herkunft und frühe Jahre
Rawlings wurde als Sohn eines Schotten und einer Ewe geboren. Seine primäre Bezugsperson als Kind war seine Mutter, Victoria Agbotui, da sein Vater ihn nicht akzeptierte, nie mit ihnen lebte und 1959 nach Großbritannien zurückkehrte. Nach dem Schulbesuch am Achimota College ging er nach Großbritannien und studierte Wirtschaftswissenschaften. Nach seinem Eintritt in die Streitkräfte Ghanas besuchte er die Militärakademie in Teshie und wurde Flight Lieutenant der Luftwaffe.

### Erster Putsch
Mitte Mai 1979 unternahm er zusammen mit weiteren Offizieren der ghanaischen Armee einen ersten Putschversuch gegen die Militärregierung des Präsidenten Akuffo. Dieser Versuch scheiterte, und Rawlings wurde wegen Meuterei inhaftiert. Kurz vor seiner geplanten Hinrichtung wurde er von Putschisten befreit, die am 4. Juni 1979 einen erfolgreichen Staatsstreich unternommen hatten. Der Initiator des Coups und Chef der Junta war Major Kojo Boakye-Djan. Seine drei Vorgänger Afrifa, Acheampong und Akuffo wurden im Juni standrechtlich erschossen. Die Wahlen im Juli 1979 wurden planmäßig durchgeführt, das Militär kehrte im September desselben Jahres wieder in die Kasernen zurück und Rawlings übergab die Macht am 24. September 1979 an den gewählten Präsidenten Hilla Limann, der Rawlings aus der Armee als Hauptmann entließ (der Vertrag als Zeitsoldat war bereits beendet).

### Zweiter Putsch
Nachdem die Zivilregierung die wirtschaftlichen Schwierigkeiten Ghanas nicht in den Griff bekam, stürzte Rawlings am 31. Dezember 1981 in einem Militärputsch den gewählten Präsidenten Limann. Regierung und Staatsrat wurden noch am gleichen Tag für abgesetzt erklärt, das Parlament aufgelöst, alle politischen Parteien verboten und die Verfassung von 1979 außer Kraft gesetzt.

### An der Macht
Rawlings war als Vorsitzender der Militärjunta des Provisional National Defence Council de facto Staatschef. Er blieb für die kommenden rund zwanzig Jahre an der Macht, auch wenn seine Herrschaft wie bei einem sog. „counter coup“ (1982) und einem Putschversuch im Juli 1983 gelegentlich herausgefordert wurde. Ursprünglicher Antrieb für Rawlings’ Reformwillen waren die Bekämpfung der Korruption und die Durchführung sozialistischer Reformen. 1985 bzw. 1986 vereinbarte er mit Burkina Fasos Präsident Thomas Sankara den vollständigen Zusammenschluss beider Staaten innerhalb von zehn Jahren, doch mit der Ermordung Sankaras scheiterte dieses Projekt einer Westafrikanischen Union 1987. Im Laufe der Zeit neigte Rawlings dann mehr einer marktwirtschaftlichen Ordnung zu. Auf wirtschaftlichem Gebiet konnte Ghana in seiner Amtszeit Erfolge vorweisen, kritisiert wurde er hingegen in der Frage der Menschenrechte. Eine neue Verfassung der Vierten Republik wurde durch ein nationales Referendum am 28. April 1992 während der Militärjunta gebilligt. Sie sicherte Ghana den Status einer Präsidialrepublik auf der Basis eines Mehrparteiensystems. Bei der Präsidentschaftswahl 1992 ging Rawlings als Sieger hervor und bildete die erste Regierung der vierten Republik Ghanas. 1996 wurde er bei Wahlen bestätigt, denen ein gewisses Maß an Fairness zugebilligt wurde. Nachdem Rawlings laut Verfassung bei den Wahlen 2000 nicht ein drittes Mal antreten durfte, trat sein bisheriger Vizepräsident John Atta-Mills an. Er unterlag John Agyekum Kufuor. Kufuor war schon Rawlings Herausforderer bei den Wahlen von 1996 gewesen. Die Machtübergabe 2001 erfolgte ohne größere Schwierigkeiten. Ghana gilt bis heute als eine der wenigen funktionierenden Demokratien Afrikas.
1993 erhielt Rawlings in Tokio den Afrikapreis der nichtstaatlichen Organisation The Hunger Project.

### Nach dem Ausscheiden aus dem Amt
Auch nach seinem Rücktritt blieb Rawlings ein Machtfaktor in der ghanaischen Politik. Er war zudem in verschiedenen internationalen diplomatischen Ämtern tätig, unter anderem als Vertreter der Afrikanischen Union in Somalia. Im August 2005 beschäftigte sich die ghanaische Presse mit Drohungen von Rawlings gegen die Justiz, die einige Todesfälle aus dem Sommer 1982 untersuchte. Rawlings starb am 12. November 2020 nach kurzer Krankheit in einem Krankenhaus in Accra.

### Familie
Mit seiner Frau Nana Konadu Agyeman Rawlings (verheiratet seit 1977) hatte er vier Kinder.